# Myiarchus nugator
Myiarchus nugator (лат.) — вид воробьиных птиц из семейства тиранновых (Tyrannidae). Ранее считался подвидом Myiarchus tyrannulus nugator.

## Описание
Длина тела 20 см. Вес взрослой особи составляет 37 г. Клюв крупный.

## Распространение
Ареал вида охватывает Гренаду и Сент-Винсент и Гренадины. Средой обитания Myiarchus nugator являются субтропические и тропические влажные низменные леса и места, где они росли раньше.

## Охранный статус
МСОП присвоил таксону охранный статус «Виды, вызывающие наименьшие опасения» (LC).